# Sportcampus Saar

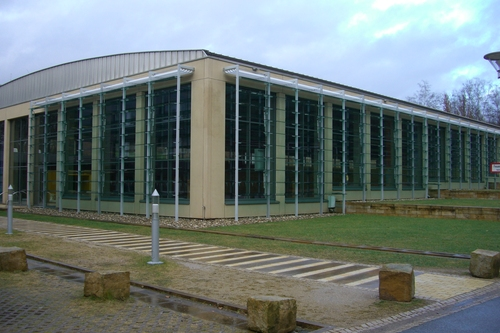
Albert-Wagner-Schwimmhalle

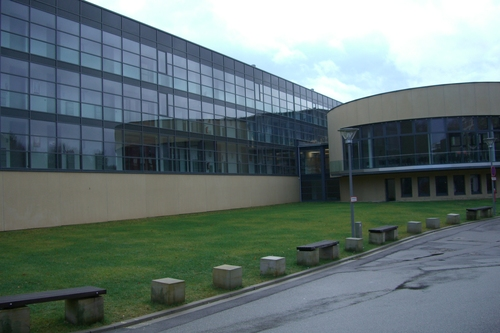
Haus der Athleten

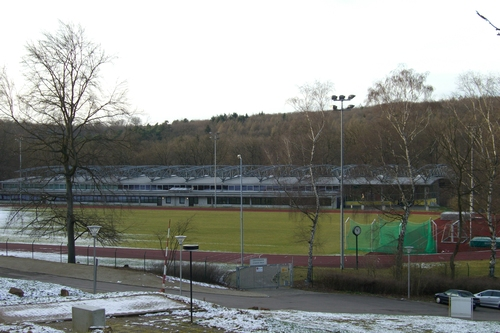
Leichtathletikhalle und Sportfeld

Der Sportcampus Saar (vormals: Hermann-Neuberger-Sportschule) ist eine vom Landessportverband für das Saarland (LSVS) betriebene Sportanlage. Gelegen im Saarbrücker Stadtwald in unmittelbarer Nähe zur Universität des Saarlandes, bietet er Spitzen- wie auch Breitensportlern auf etwa 9 ha vielfältige moderne Sportstätten. Benannt wurde sie nach dem langjährigen DFB-Präsidenten und FIFA-Vizepräsidenten Hermann Neuberger.
In den letzten Jahren wurden erhebliche Mittel in die Modernisierung und den Ausbau der Sportschule investiert. So wurde eine neue Leichtathletikhalle gebaut, die Gästehäuser mit rund 150 Betten saniert, eine neue Schwimmhalle errichtet und das Haus der Athleten gebaut, das es Spitzensportlern ermöglicht, direkt an ihrem Trainingsort zu wohnen. Zur Sportschule gehört zudem eine Mensa, mehrere Fußball- und Tennisplätze und mehrere Sporthallen. Lehr- und Seminarräume stehen in unterschiedlicher Größe zur Verfügung.
Daneben befinden sich auf dem Gelände die Sitze einiger Fachverbände wie dem Saarländischen Fußballverband, der Olympiastützpunkt Rheinland-Pfalz/Saarland und die BSA-Akademie. Das Institut für Sport- und Präventivmedizin der Universität des Saarlandes, das besonders durch den Sportmediziner Wilfried Kindermann überregional bekannt ist, schließt sich direkt an die Sportschule an.
Das als Eliteschule des Sports und als Eliteschule des Fußballs für Frauen und Mädchen ausgezeichnete Gymnasium am Rotenbühl kooperiert mit dem LSVS und nutzt das Sportstättenangebot zur Förderung junger Sporttalente.
Finanziert wird der LSVS und seine Fachverbände mit der Hermann-Neuberger-Sportschule im Wesentlichen durch das so genannte Sportachtel, durch das per Gesetz von den Spieleinsätzen der Saarland-Sporttoto GmbH 12,5 % dem LSVS zur Förderung des Sports zustehen.
Im Oktober 2023 erfolgte die Umbenennung von Hermann-Neuberger-Sportschule in Sportcampus Saar.